# Hyloxalus elachyhistus
Espèce
Synonymes
- Colostethus elachyhistus Edwards, 1971

Statut de conservation UICN

 LC  : Préoccupation mineure
Hyloxalus elachyhistus est une espèce d'amphibiens de la famille des Dendrobatidae.

## Répartition
Cette espèce se rencontre dans la cordillère des Andes :
- en Équateur de 850 à 2 760 m d'altitude dans la province de Loja ;
- au Pérou de 1 800 à 2 000 m d'altitude dans les régions de Piura et Cajamarca.

## Description
Hyloxalus elachyhistus mesure de 18,0 à 25,7 mm.

## Étymologie
Le nom spécifique elachyhistus vient du grec elachys, petit, et de histos, la membrane, en référence aux membranes rudimentaires présentes sur les pieds de cette espèce.

## Publication originale
- Edwards, 1971 : Taxonomic notes on South American Colostethus with descriptions of two new species (Amphibia, Dendrobatidae). Proceedings of the Biological Society of Washington, vol. 84, no 18, p. 147-162 (texte intégral).